# Bernard H. Oxman
Bernard Herbert Oxman (* 2. Dezember 1941 in New York) ist ein amerikanischer Jurist und Professor für Völkerrecht an der University of Miami.

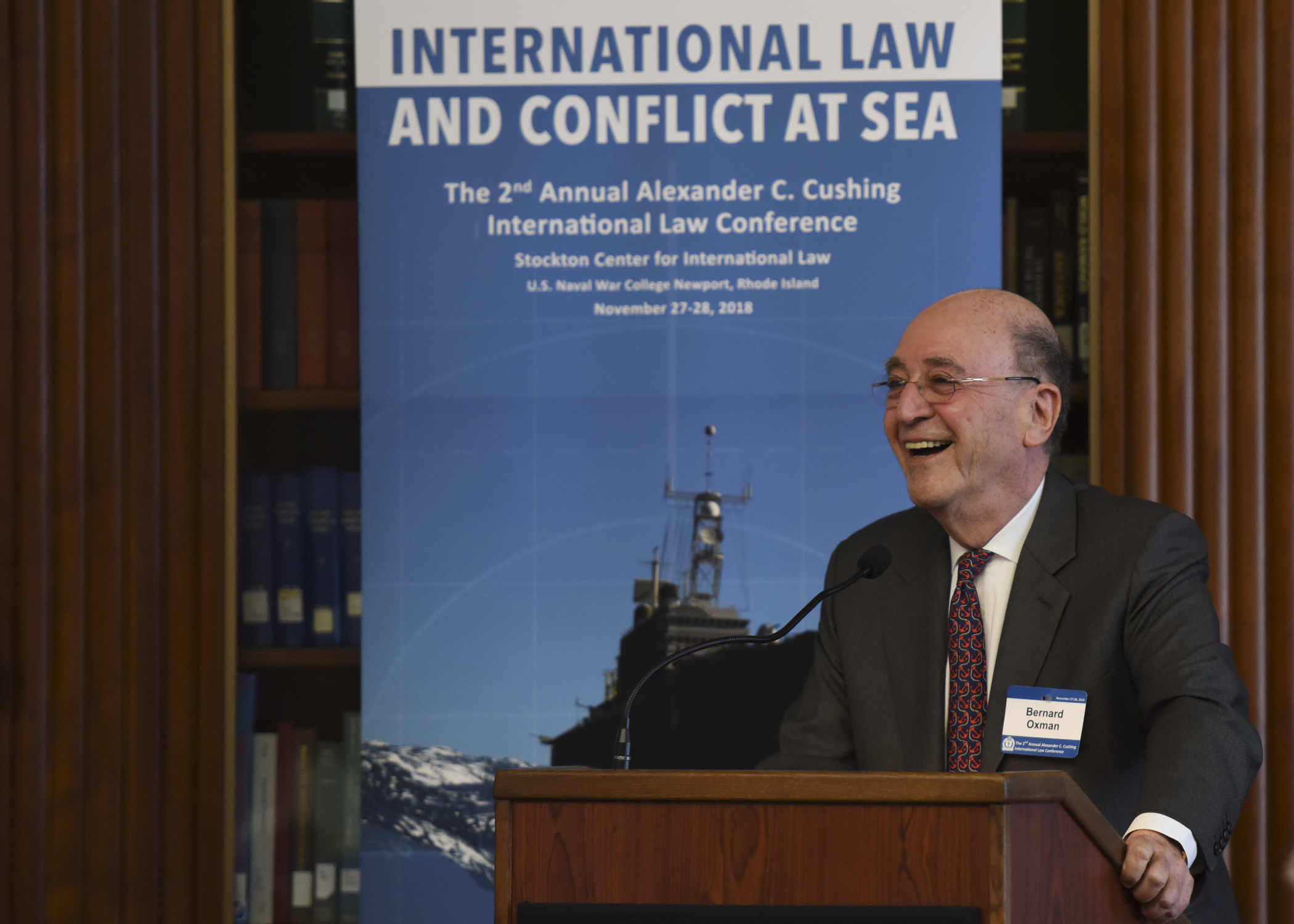

## Leben
Oxman studierte Rechtswissenschaften an der Columbia University und war dort als wissenschaftlicher Mitarbeiter tätig, bevor er 1965 in den Staatsdienst eintrat. Dort arbeitete er für das Judge Advocate General’s Corps der United States Navy und in deren Abteilung für Völkerrecht im Verteidigungsministerium der Vereinigten Staaten. Von 1968 bis 1977 war Oxman Berater des Außenministeriums der Vereinigten Staaten und für Fragen des Seevölkerrechts zuständig. Oxman war Mitglied der dritten UN-Seerechtskonferenz von 1974 bis 1982 und wesentlich an der Erarbeitung der englischen Fassung des Seerechtsübereinkommens der Vereinten Nationen beteiligt.
Seit 1980 ist Oxman Professor für Völkerrecht an der University of Miami. Während dieser Zeit nahm er Gastprofessuren unter anderem an der Johns Hopkins University, der Stanford University und der Universität Paris II wahr.
2003 wurde Oxman in einem Streit zwischen Malaysia und Singapur vor dem Internationalen Seegerichtshof in Hamburg von Singapur als Ad-hoc-Richter nominiert. 2011 wurde er in einem Verfahren zwischen Bangladesch und Myanmar vor dem Internationalen Seegerichtshof von Myanmar ebenfalls als Ad-hoc-Richter ausgewählt. Zudem war Oxman Ad-hoc-Richter am Internationalen Gerichtshof in Den Haag, nämlich im Maritime Delimitation in the Black Sea Fall zwischen Rumänien und der Ukraine.
Am 4. Februar 2013 wurde er zum Mitglied eines fünfköpfigen Schiedsgerichts im Rahmen des Seerechtsübereinkommens berufen. Zusammen mit Aun Schaukat al-Chasauneh, Elsa Kelly, Thomas A. Mensah und Bruno Simma sollte er über einen seerechtlichen Streit zwischen Argentinien und Ghana entscheiden.
Oxman ist als Anwalt im Staat New York zugelassen und ist unter anderem Mitglied des American Law Institute. Zudem war er bis zum 3. April 2013, zusammen mit Lori Fisler Damrosch, Chefredakteur des American Journal of International Law.

## Auszeichnungen
- Navy Commendation Medal (1965)
- Frerenc Deák Award (1978)
- Provost’s Award for Scholarly Activity (University of Miami, 1999)
- Manley-O.-Hudson-Medaille (2021)

## Publikationen (Auswahl)
- The International Tribunal for the Law of the Sea. In: D.D. Caron/H.N. Schreiber (Hrsg.): Bringing New Law to Ocean Waters. Nijhoff, Leiden 2004, ISBN 90-04-14088-3, S. 285.
- Does the International Tribunal for the Law of the Sea Have Jurisdiction over Disputes with Taiwan?. In: Taiwan International Law Quarterly. Vol. 2 (2005), ISSN 1818-4185, S. 205.
- The Territorial Temptation. In: American Journal of International Law. Vol. 100 (2006), ISSN 0002-9300, S. 830.
- The “Tomimaru” (Japan v. Russian Federation). In: American Journal of International Law. Vol. 102 (2008), ISSN 0002-9300, S. 316.